# Kalakan
Kalakan es un grupo de música vasco compuesto por Jamixel Bereau y Xan Errotabehere.
Se caracteriza por sus arreglos minimalistas (voces, percusiones) del repertorio tradicional vasco.
Después de haber colaborado y hecho giras en Europa con las pianistas Katia y Marielle Labèque, el trío se da a conocer a un público amplio con Madonna durante su gira mundial The MDNA Tour.

## Historia del grupo

### Inicios: 2009-2010
Kalakan se forma en 2009 con Paxkal Indo y Thierry Biscary a partir de su dúo de txalaparta.
Después de una gira europea donde interpretan con Katia y Marielle Labèque una adaptación para dos pianos y percusiones vascas del Bolero de Maurice Ravel, proponen al percusionista Frédéric Chambon formar un trío.
Poco después, antes de empezar el trabajo de preparación del primer disco del grupo, Chambon es reemplazado por el percusionista cantante Jamixel Bereau.
El disco Kalakan está grabado en el estudio Laguna Records de Biarritz y mezclado por el productor David Chalmin en el estudio K de París durante el otoño 2010. Katia y Marielle Labèque participan a la grabación tocando "Kantuz" con un arreglo hecho para dos pianos por Joël Merah. El coro vasco Anaiki de París hace los coros en la canción "De Treville-n azken hitzak". El disco esta coproducido por el sello discográfico vasco ZTK diskak de Paxkal Indo y el sello discográfico italiano KML recordings de Katia y Marielle Labèque.
Se hacen 2000 ejemplares del disco y una parte de su distribución se realiza por las empresas Abeille musique (Francia) y Elkar (País Vasco).

### Dándose de conocer a un amplio público: 2011-2012
Después de haber dado unos conciertos de presentación del nuevo disco, Paxkal Indo es reemplazado por el percusionista cantante Xan Errotabehere.
El trío parece finalmente encontrar su equilibrio. Los 30 conciertos que da en el País Vasco y en Europa tienen una buena acogida por parte del público. Gana el concurso 2011 del Festival Transhumances musicales de Laàs y el disco, vendido sobre todo al final de los conciertos, se agota antes del otoño de 2011.
Durante el verano del mismo año, Katia y Marielle Labèque presentan Kalakan a Madonna cuando viene de vacaciones a su casa en la costa del País Vasco francés. La noche del 16 de agosto, cuando cumple sus 53 años, le interpretan su versión del Bolero de Ravel y unos de sus temas. Madonna está encantada y pregunta a los miembros de Kalakan si les gustaría tocar con ella en su próxima gira mundial.
Después de un taller artístico (workshop) en New York en febrero del año 2012, la participación de Kalakan en la gira The MDNA Tour está confirmada. Desde marzo hasta mayo, durante 3 meses de ensayos del espectáculo, Kalakan prepara diversos arreglos de unos éxitos de Madonna y de cantos tradicionales vascos. Casi todos son aceptados por el director musical Kevin Antunes y por Madonna. Ella decide cantar un verso en euskera de "Sagarra jo!", hiciendo un homenaje al pueblo vasco.
Durante 7 meses, la gira The MDNA Tour que cuenta más de 80 conciertos pasa por Oriente Medio, Europa, América del Norte y América del Sur. Kalakan se da de conocer a un amplio público y su audiencia va creciendo.

## Música e influencias musicales
En euskera, Kalakan significa "charlando". Al trío le gusta efectivamente la música que lleva el idioma vasco.
Kalakan trabaja mucho el repertorio tradicional vasco y propone una lectura contemporánea del mismo, utilizando por ejemplo la estructura verso-estribillo del pop o del rock'n'roll.
Se inspira también en las técnicas de percusión de grupos de música tradicional como: Dakha Brakha (Ucrania), Barbatuques (Brasil) o Berrogüetto (Galicia, España).
El trío toca percusiones vascas (pandereta, txalaparta, tobera, ttun-ttun, atabal), percusiones corporales y tambores gordos hechos a mano.
Limitando los arreglos a las percusiones y a las voces, los miembros de Kalakan quieren volver a lo esencial: ritmo y melodía.
Así, dando ritmo a las viejas melodías o interpretando a cappella cantos más recientes, marcan una ruptura en el canto vasco que se desarrolla desde los años 70 en el País Vasco.
En los partidos del Athletic Club, antes de cada partido en San Mamés, se realiza un espectáculo de luces con su canción Sagarra Jo!.

## Miembros
- Pierre Sangla - Voz y percusión
- Xan Errotabehere - Voz, percusión e instrumentos de viento
- Jamixel Bereau - Voz y percusión

### Miembros anteriores
- Frédéric Chambon
- Paxkal Indo
- Thierry Biscary

## Discografía
- 2010 : Kalakan
- 2015 : Elementuak[7]
- 2015 : B-Aldeak
- 2016 : Da Terra
- 2017 : Lamin
- 2019 : Elementuak II
- 2021 : Artizar

También aparecen en : 
- 2011 : Baionatik Bilbora (compilación)
- 2013 : MDNA world tour. (CD en vivo)
- 2013 : Silex (colaboración con OrekaTx)

## Filmografía
- 2011: Elementuak. Clip video de Baxter & Rojos producciones.

También aparecen en :
- 2012: The Labeque way. Documental de Félix Cábez
- 2013 : Katia et Marielle Labeque, rock et baroque. Documental de Fabrice Ferrari y Constance Lagarde
- 2013 : MDNA world tour. (DVD en vivo)
- 2015 : Faire la parole. Documental de Eugène Green[8]